# ベンジー・ラミレス
ベンジー・ラミレス（Benjamin "Benji" Ramírez、1932年1月2日 - 1995年12月20日）は、コロンビア出身のプロレスラー。
全身に包帯を巻いたミイラ男ギミックの怪奇派覆面レスラー、ザ・マミー（The Mummy）のオリジナル版として知られる。

## 来歴
1959年にコロンビアでデビューした後、渡米してNWAのテキサス地区で活動、ヒューストンのプロモーターだったモーリス・P・シーゲルの発案により、現代に蘇ったミイラ男というギミックのもと、1961年に覆面レスラーのザ・マミー（The Mummy）に変身。
ザンバラの長髪に白覆面を被り、全身を薄汚れた包帯で覆った異様なコスチュームで試合を行うなど、怪奇派のヒールとして一躍センセーショナルな存在となる。1962年5月18日、ドリー・ディクソンを破ってNWAテキサス・ヘビー級王座を獲得。1963年4月3日にはサンアントニオにて、ルー・テーズのNWA世界ヘビー級王座に挑戦した。
1964年4月、力道山没後の日本プロレスに初来日し、ジン・キニスキー、カリプス・ハリケーン、ブル・カリー、チーフ・ホワイト・ウルフらとともに、第6回ワールドリーグ戦に出場。来日第1戦では上田馬之助から勝利を収めたが、リーグ戦では豊登やジャイアント馬場など日本人陣営のトップに連敗。戦績は芳しくなかったものの、包帯の隙間にパウダーを仕込み、相手の攻撃を受けると体から白い粉塵が舞い上がるという演出で話題を呼んだ（マミーは南米の皮膚病に冒され全身が変色して粉をふいており、それを隠すために包帯で肌を覆っている、などというストーリーも設けられていた）。
以降もテキサスを主戦場に、1960年代後半はフロリダやノース&サウスカロライナ、カリフォルニアなど各地を転戦。カロライナ地区では1967年にブル・ラモスとのタッグなどで活動。テキサスでは1968年5月16日、アマリロにてドリー・ファンク・シニアのNWA北米ヘビー級王座に挑戦。カリフォルニアでは1969年1月15日、サクラメントにてマサ斎藤とタッグを組み、ペッパー・ゴメス&サイクロン・ネグロから勝利を収めている。1970年2月18日にはサンアントニオにて、ミル・マスカラスとのシングルマッチも行われた。
1971年より覆面を脱いで素顔になり、ベンジー・ラミレス（Benji Ramírez）またはベニー・ラミレス（Benny Ramírez）を名乗ってカンザスシティのセントラル・ステーツ地区などで活動。1972年9月には素顔のベンジー・ラミレスとして国際プロレスに来日、10月16日に大和にてストロング小林と金網デスマッチで対戦している。以後、北米ではカナダ・カルガリーのスタンピード・レスリングを主戦場とし、1973年7月20日にギル・ヘイズと組んでインターナショナル・タッグ王座を獲得、ワイルド・サモアンズともタイトルを争った。
1974年6月には再びマスクを被り、ザ・キラー（The Killer）なる新しい覆面レスラーに変身して国際プロレスに再来日。モントリオールでマッドドッグ・バションと凄惨な流血戦を繰り広げたという触れ込みのもと、7月1日に福岡の九電記念体育館にて、グレート草津とテキサス・チェーン・デスマッチで対戦した。シリーズ中はラッシャー木村とも、7月5日に鹿屋、7月9日に刈谷にて、金網チェーン・デスマッチでそれぞれ対戦している。以降もザ・キラーとして国際プロレスに度々参戦し、1975年9月8日に石和にてジプシー・ジョーと組んでグレート草津&マイティ井上、1977年9月28日には沼津にてカウボーイ・ボブ・エリスと組んで草津&アニマル浜口のIWA世界タッグ王座にそれぞれ挑戦した。
その後、アメリカでは古巣のセントラル・ステーツ地区でジョバーを務め、マイク・ジョージ、ルーファス・ジョーンズ、スコット・ケーシー、ケビン・サリバンなどと対戦。セミリタイア後も1982年頃まで、同地区の前座試合に時折出場していた。
1995年12月20日、搭乗していたアメリカン航空965便の墜落事故により死去。63歳没。その日、彼は当時の居住地プエルトリコから、家族でコロンビアへ帰郷するはずだったという。
ザ・マミーの登場後、そのギミックを真似た覆面レスラーは各地に多数出現した。そのほとんどが無名の人物であり、いずれも単発のギミックで終わっているが、著名なレスラーではボビー・ダンカンも一時的にザ・マミーを名乗っていたことがある。2000年代では日本のユニオンプロレスにおいて、メカマミーやメカマミーLiteなどのレスラーが登場した。

## 得意技
- スリーパー・ホールド[2]
- カロテッド・クラッチ[3]

## 獲得タイトル
NWAビッグタイム・レスリング
- NWAテキサス・ヘビー級王座：1回[8]

スタンピード・レスリング
- インターナショナル・タッグ王座：1回（w / ギル・ヘイズ）[18]